# Elly van Hulst
Elisa Maria „Elly” van Hulst  (ur. 9 czerwca 1959 w Culemborgu) – holenderska lekkoatletka, specjalizująca się w biegach średniodystansowych i długodystansowych, dwukrotna uczestniczka igrzysk olimpijskich w latach 1984 i 1988, wielokrotna medalistka halowych mistrzostw świata i Europy.

## Finały olimpijskie
- 1984 – Los Angeles, bieg na 1500 m – XII miejsce
- 1988 – Seul, bieg na 3000 m – IX miejsce

## Inne osiągnięcia
- wielokrotna mistrzyni Holandii[1] w biegach na:
  - 800 m – 1978, 1979, 1981, 1982, 1983, 1984, 1985, 1986, 1988
  - 1500 m – 1981, 1982, 1983, 1984, 1985, 1986, 1987, 1988, 1989
  - 3000 m – 1982, 1983, 1984, 1985, 1986, 1987, 1988, 1989, 1990, 1993
  - 5000 m – 1983, 1984
  - 10000 m – 1983, 1984
  - półmaraton – 1984
- wielokrotna halowa mistrzyni Holandii[2] w biegach na:
  - 800 m – 1978, 1979, 1980, 1981, 1982, 1983, 1984, 1985, 1986, 1987, 1988, 1990
  - 1500 m – 1981, 1982, 1983, 1984, 1985, 1986, 1988, 1990, 1993
  - 3000 m – 1982, 1984, 1985, 1986, 1987, 1988, 1989, 1990, 1992, 1993, 1995
- 1984 – Göteborg, halowe mistrzostwa Europy – srebrny medal w biegu na 1500 m
- 1985 – Paryż, światowe igrzyska halowe – złoty medal w biegu na 1500 m
- 1987 – Liévin, halowe mistrzostwa Europy – srebrny medal w biegu na 3000 m
- 1988 – Budapeszt, halowe mistrzostwa Europy – złoty medal w biegu na 3000 m
- 1989 – Budapeszt, halowe mistrzostwa świata – złoty medal w biegu na 3000 m
- 1989 – Haga, halowe mistrzostwa Europy – złoty medal w biegu na 3000 m
- 1989 – tytuł „Sportsmenki Roku w Holandii” (hol. Sportvrouw van het Jaar)[3]
- 1990 – Glasgow, halowe mistrzostwa Europy – złoty medal w biegu na 3000 m

## Rekordy życiowe

### stadion
- bieg na 800 metrów – 1.59,62 (1981)
- bieg na 1500 metrów – 4:03,63 – Rzym 05/09/1987 – do 2014 rekord Holandii
- bieg na milę – 4:22,40 – Bruksela 05/09/1986
- bieg na 2000 metrów – 5:39,52 – Londyn 11/07/1986
- bieg na 3000 metrów – 8:33,97 – Zurych 17/08/1988 – do 2013 rekord Holandii
- bieg na 5000 metrów – 15:28,47 – Berlin 27/08/1993

### hala
- bieg na milę – 4:28,08 – Sindelfingen 05/02/1988 – rekord Holandii
- bieg na 3000 metrów – 8:33,82 – Budapeszt 04/03/1989 – rekord halowych mistrzostw świata[4], rekord Holandii